# Braunsapis eximia
Braunsapis eximia är en biart som beskrevs av Reyes 1993. Braunsapis eximia ingår i släktet Braunsapis och familjen långtungebin. Inga underarter finns listade.

## Bildgalleri

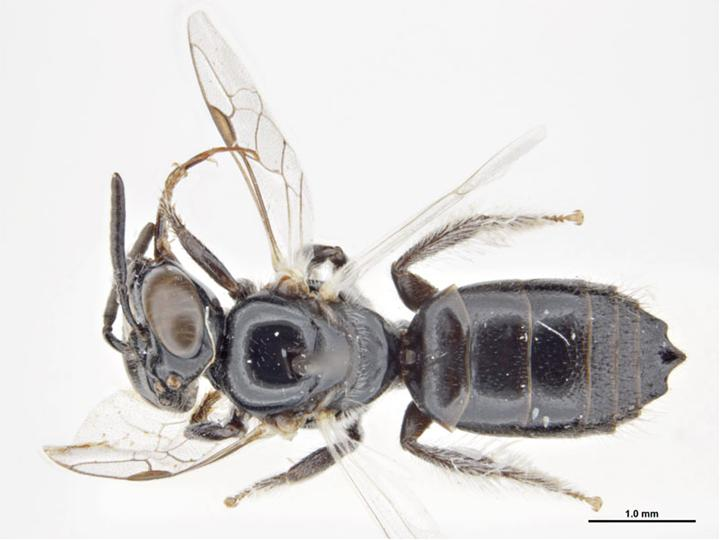
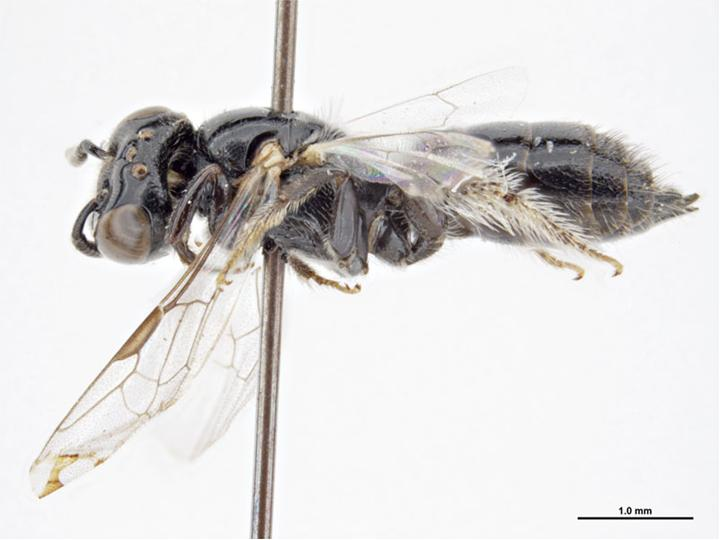